# Santa Lucía Milpas Altas
Santa Lucía Milpas Altas est une ville du Guatemala dans le département de Sacatepéquez.